# جيني بويد
جيني بويد (بالإنجليزية: Jenny Boyd) هي عالمة نفس وعارضة بريطانية، ولدت في 8 نوفمبر 1947 في غلدفورد في المملكة المتحدة.

## وصلات خارجية
- جيني بويد على موقع IMDb (الإنجليزية)
- جيني بويد على موقع قاعدة بيانات الفيلم (الإنجليزية)